# Габдрафиково
Габдрафиково — село в Переволоцком районе Оренбургской области, относится к Кичкасскому сельсовету.

## История
Деревня основана 1862 году выходцами из деревень Верхнекунакбаево, Нижнекунакбаево и Ахмерово. Габдрафиково входило в состав Ток-Чуранского кантона, а после — Белебеевского кантона Башкирской республики. Башкирское название деревни — баш. Ғәбдрәфиҡ (Яңауыл).
С 2002 года в Габдрафиково работает национально-культурное общественное объединение «Курултай башкир Переволоцкого района» (незарегистрировано, руководитель Байтимеров Ф. М.).

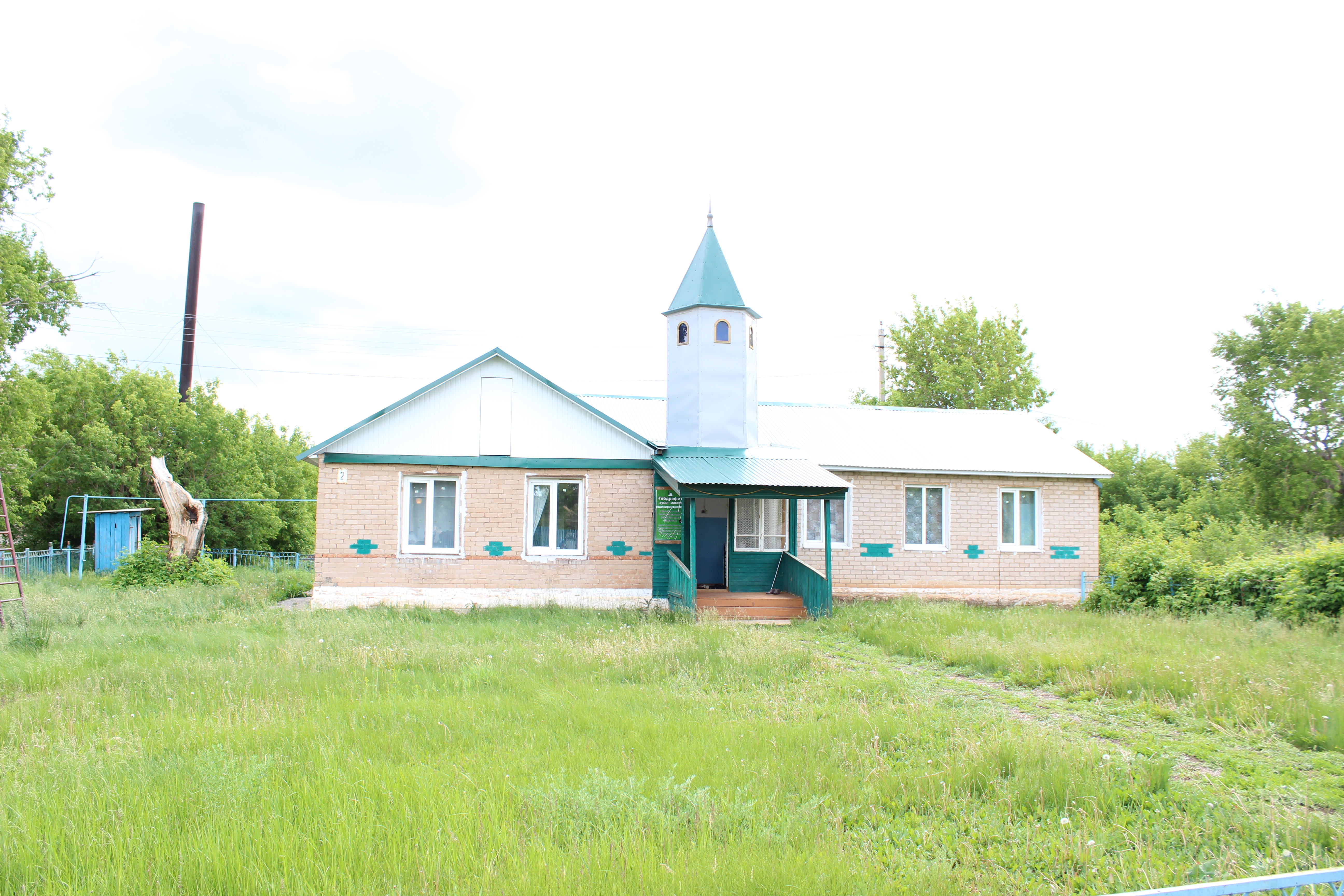
Мечеть
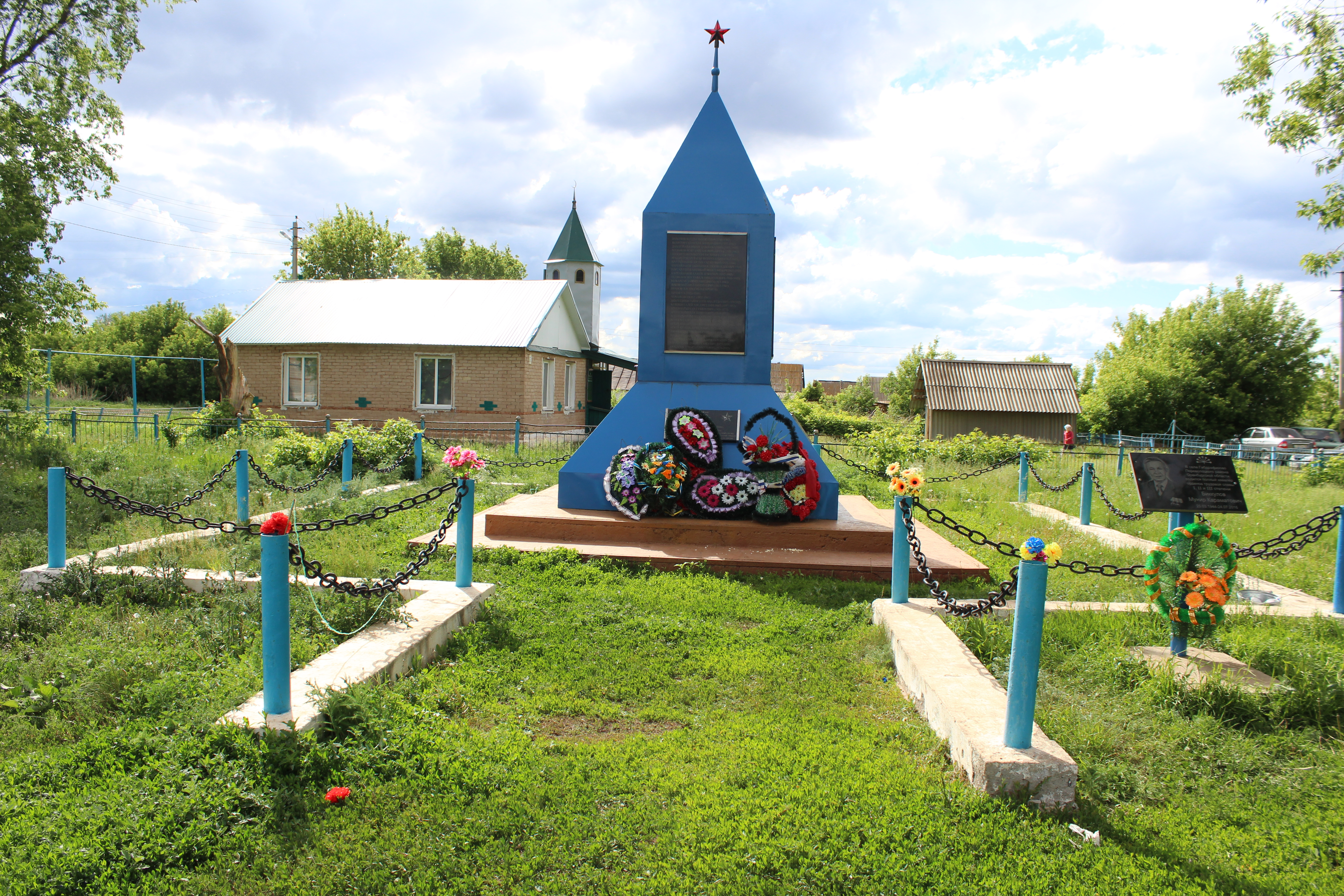
Мемориал воинской славы
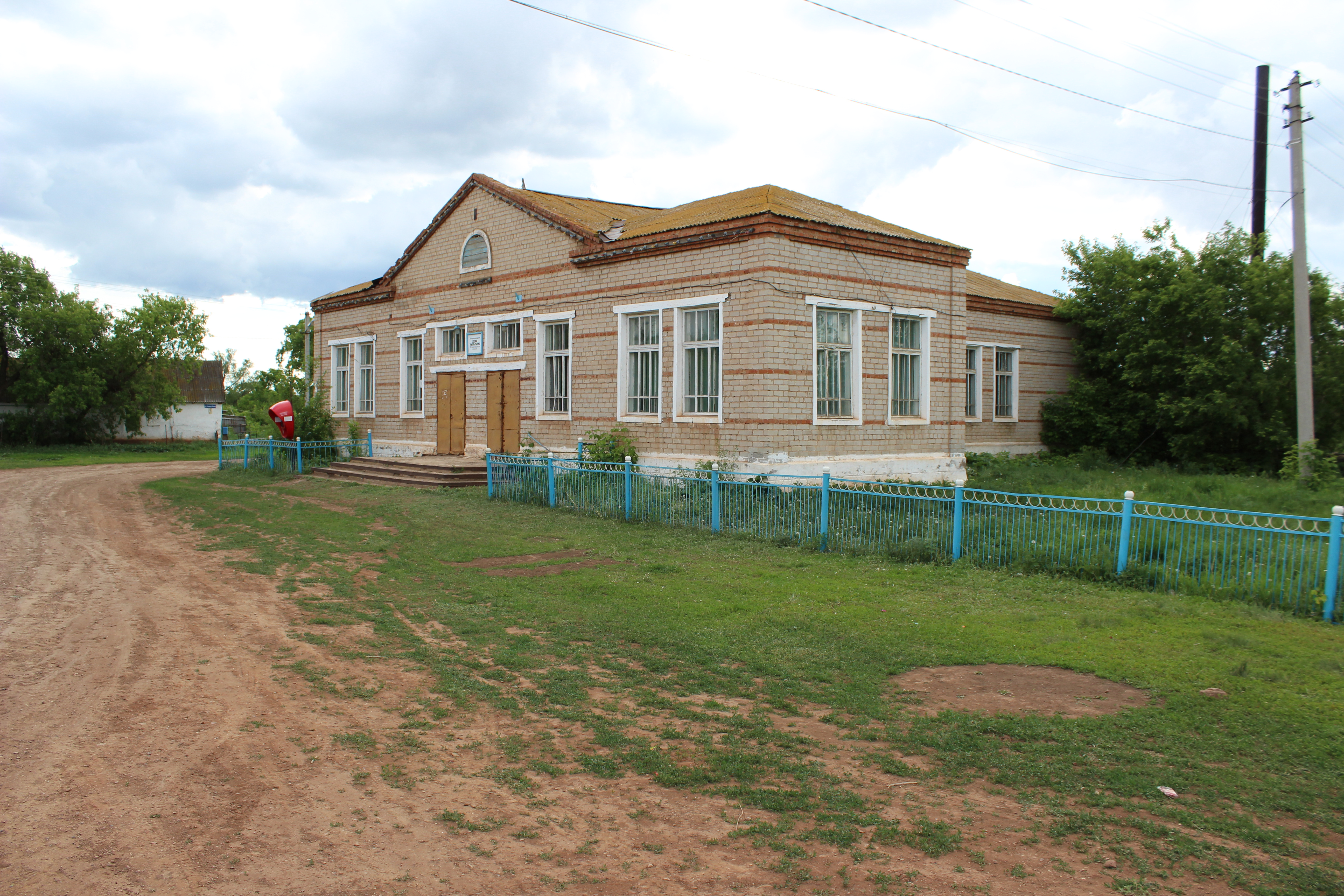
Сельский клуб
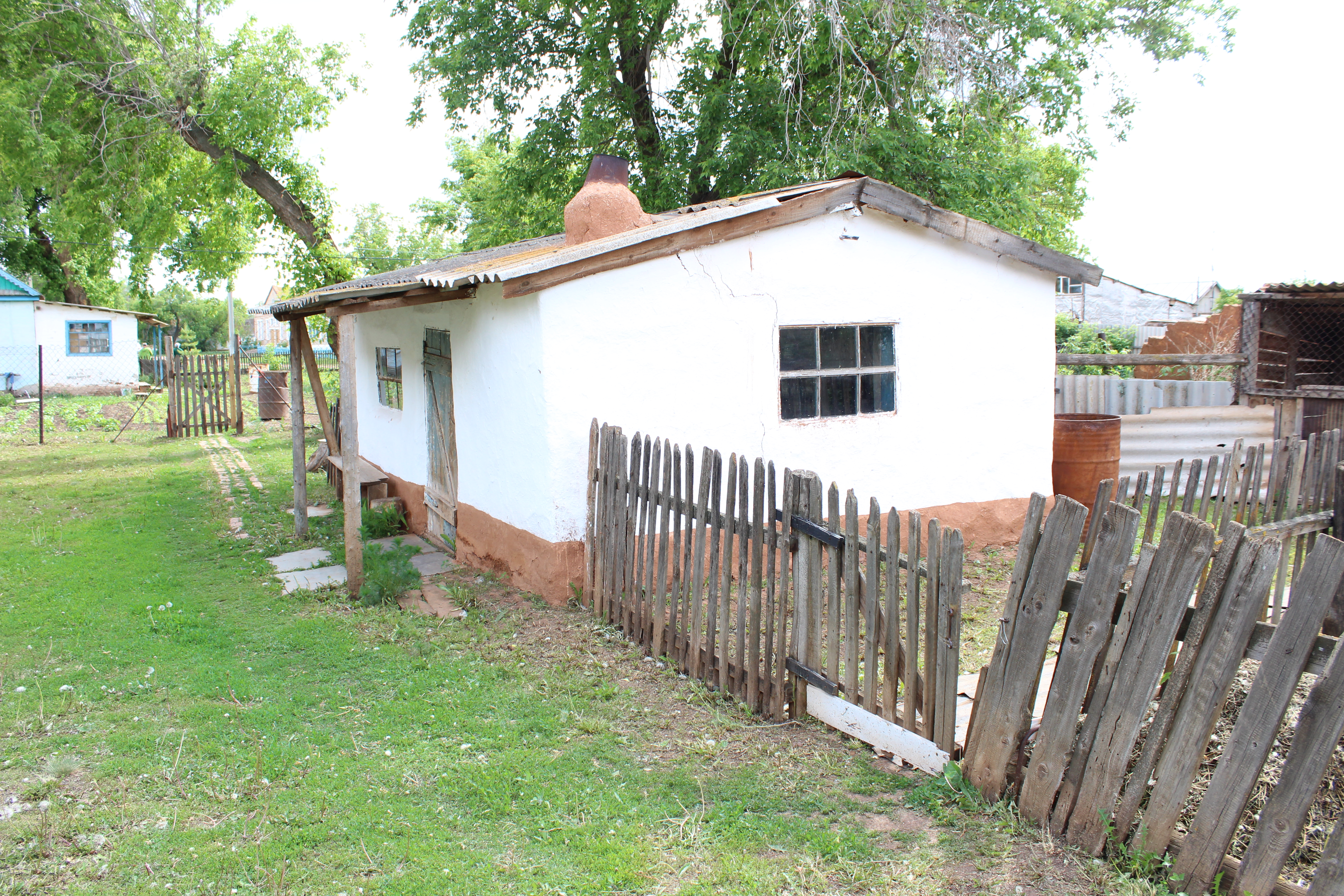
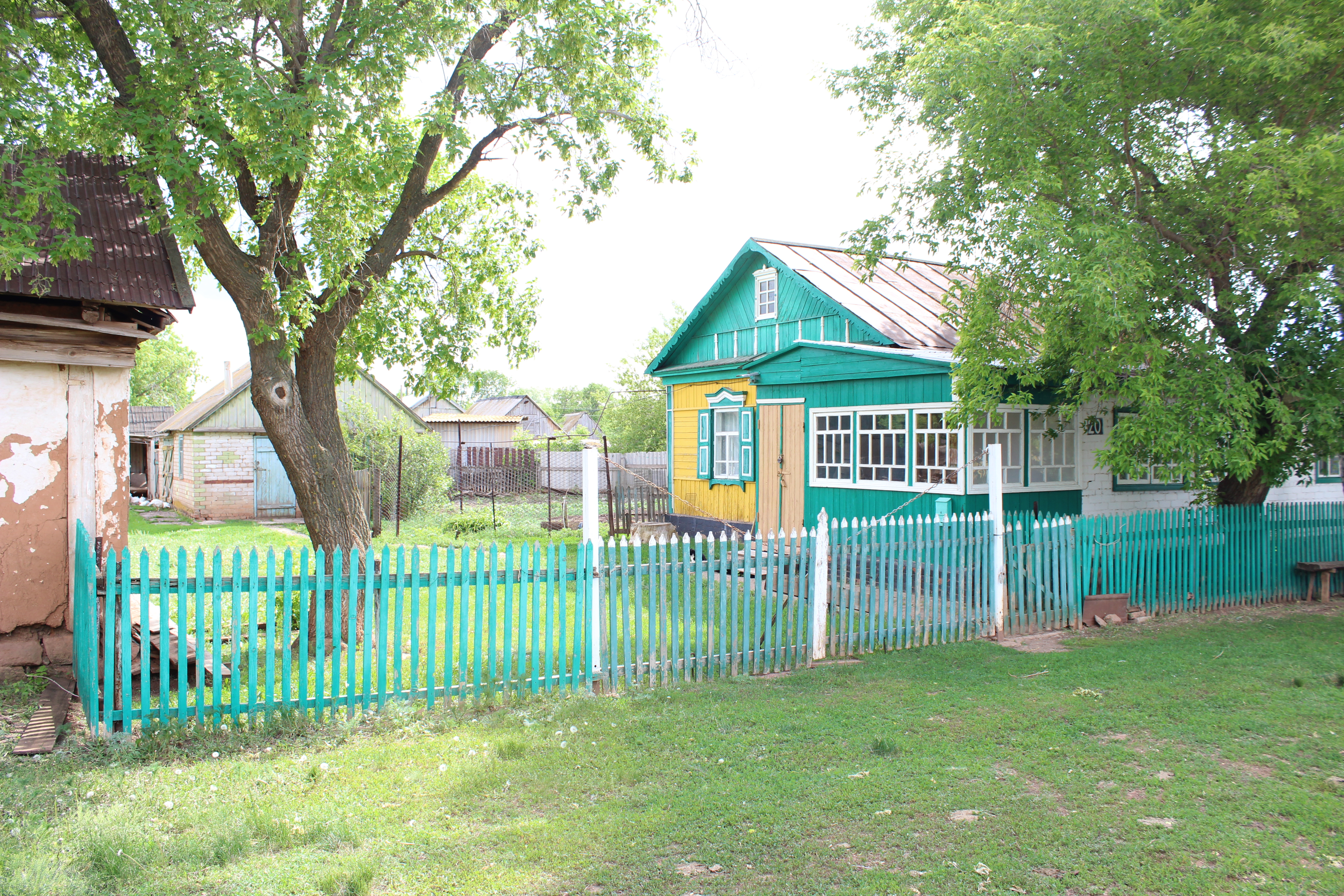
Улица Салавата Юлаева
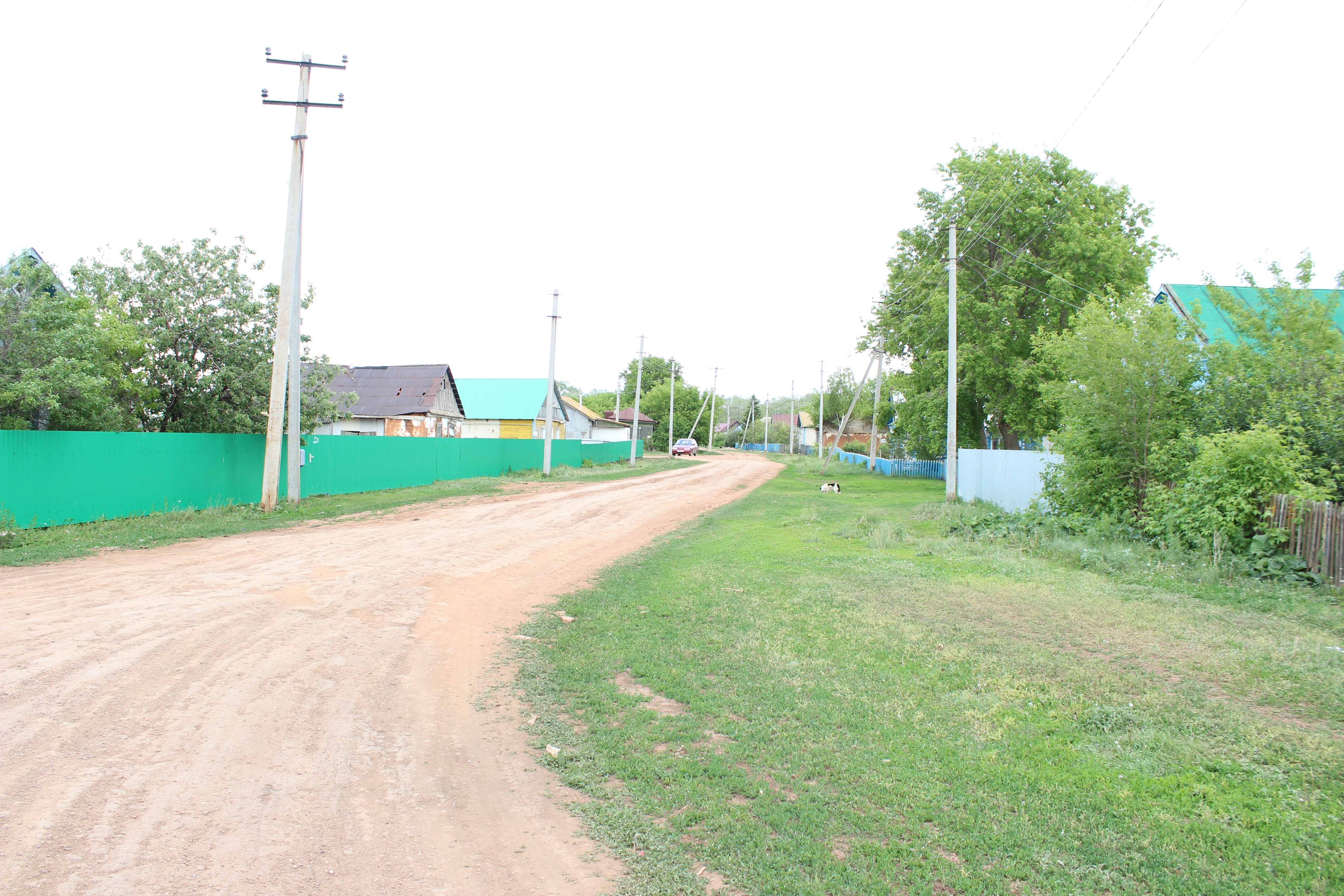
Улица Салавата Юлаева

## География
Расстояние до:
- районного центра (Переволоцкий): 66 км
- центра сельсовета (Кичкас): 3,2 км
- ближайшей ж/д станции (Переволоцкий): 66 км

## Население
| 2002 | 2010 |
| ---- | ---- |
| 288  | ↘279 |

### Национальный состав
Согласно переписи 2002 года, преобладающая национальность — башкиры (91 %).

## Улицы
- Заречная
- Победы
- Салавата Юлаева
- Советская
- Уфимская
- Школьная

## Люди, связанные с деревней
- Мажит Нартайлаков — доктор медицинских наук, профессор, хирург высшей категории.
- Фанис Шабаев (1983 - 2023) - разведчик